# Ларісса Лай
Ларісса Лай (англ. Larissa Lai, нар. 1967, Ла-Хойя, США) — канадська письменниця, критикиня та професорка китайського походження.

## Життєпис
Ларісса Лай народилася 1967 року у Ла-Хойя, штат Каліфорнія, США. Виросла у місті Сент-Джонс, Канада. Вона навчалася в Університеті Британської Колумбії, який закінчила 1990 року зі ступенем бакалавра мистецтв з соціології. Отримала ступінь магістра в Університеті Східної Англії та ступінь доктора у Калгарському університеті 2006 року. Була поетичною редакторкою для журналу «Canadian Literature» у 2007—2009 роках. Позаяк Лай — канадка китайського походження, про неї відгукнулися як про приклад «зростальної гнучкості канадської художньої літератури та канадської ідентичності» (англ. the growing elasticity of Canadian fiction and Canadian identity).
Її перший роман «Коли лисиця — тисяча» (англ. When Fox is a Thousand) потрапив до списку премії за перший роман Amazon.ca 1996 року. 2004 року роман був перевиданий з невеликими змінами та новою післямовою. 2002 року вийшов її другий роман «Дівчина — солона риба» (англ. Salt Fish Girl), який був номінований на премію Джеймса Тіптрі-молодшого, премію «Сонячний спалах» та на премію В. О. Мітчелла міста Калгарі (англ. City of Calgary W. O. Mitchell Award).
2004, 2007 та 2009 року була інструкторкою на майстер класі Кларіон для письменників-початківців у фантастиці.
Публікувала статті та критику у багатьох журналах, а також декілька антологій, серед яких «Азіатсько-канадське письменництво поза автоетнографією» (англ. Asian Canadian Writing Beyond Autoethnography) та «Взяти додому: жінки говорять про фемінізм у їхньому житті» (англ. Bringing it Home: Women Talk About Feminism in Their Lives).
Як відкрита лесбійка, була учасницею однієї з перших канадських повномасштабних конференцій ЛГБТ-письменників 1997 року.
Зараз працює асистенткою професора канадської літератури в Університеті Британської Колумбії.

## Твори

### Романи
- 1995 — «Коли лисиця — тисяча» (англ. When Fox is a Thousand)
- 2002 — «Дівчина — солона риба» (англ. Salt Fish Girl)

### Поетичні збірки
- 2009 — «Неспокійна Сибіл» (англ. Sybil Unrest) — з Рітою Вонг[en]
- 2009 — «Автоматичні біографії» (англ. Automaton Biographies)

### Брошури
- 2004 — «Незріла мода» (англ. Nascent Fashion)
- 2004 — «Рейчел» (англ. Rachel)
- 2009 — «Яйця у підвалі» (англ. Eggs in the Basement)

### Нехудожня література
- 2004 — «Відхиляюсь від себе, уявляю нас: Азіатсько-канадське літературне виробництво у 1980-х та 1990-х» (англ. Slanting I, Imagining We: Asian Canadian Literary Production in the 1980s and 1990s)

## Критика
Як для молодої письменниці, Лай написала багато академічних та критичних робіт. Її роботи містять соціальну критику, актуальну для сучасної аудиторії, багато вчених-філологів використовували їх, щоб краще зрозуміти китайську діаспору.
Багато філологів підкреслюють внесок, який зробила Лай, критикуючи загальне розуміння раси, полу та національної ідентичності. Мелісса Фанг аналізує Лай як частину китайської діаспори та як її праці досліджують «іммігрантський сором». Стефані Олівер припускає, що Лай інноваційно використовує запах як показник «політики представництва, режимів расизації, сили погляду та динаміки видимості та невидимості, що є ключем до соціальної маргіналізації» діаспорного досвіду, а не більш загальні візуальні та слухові рамки. Реймер розглядає, як Лай використовує кіборгів у своєму романі «Дівчина — солона риба», критикуючи початкові історії. Реймер припускає, що Лай викриває загальні ідеї Просвітництва як расистські та обмежувальні, та використовує свої романи, щоб запропонувати нові способи розуміння. Бірнс бачить Лай як постколоніальну трансфеміністку, помітну у Канаді, але не так добре відому на міжнародному рівні. Бірн каже, що роман Лай «Дівчина — солона риба» підіймає питання полу та етнічності, пропонуючи «різноманітну індивідуальність діаспори, яка протистоїть репресивній риториці монолітної глобалізації».
У цілому, романи Лай здобули загальне визнання за свої інноваційні розповіді, які допомагають читачам зрозуміти сучасний досвід діаспори.